# Epidemiologischer Übergang
Der epidemiologische Übergang bezeichnet die Veränderungen der Häufigkeit von Krankheiten und Todesursachen als Folge und Ursache des demografischen Übergangs.
So ist seit dem Ende des 18. Jahrhunderts bis heute in sich entwickelnden Staaten ein Wandel der Häufigkeit bestimmter Erkrankungen bzw. Todesursachen innerhalb großer Bevölkerungsgruppen zu beobachten. Gekennzeichnet ist dieser „Wandel der Morbiditätsstruktur“ durch die Ablösung der Infektionskrankheiten als häufigste Todesursache durch chronisch-degenerative Krankheiten. Der Wandel kann in vier Phasen eingeteilt werden:
1. das Zeitalter der Seuchen und Hungersnöte (18. Jh. bis Mitte 19. Jh.), geprägt durch große Epidemien bzw. Pandemien und den Infektionskrankheiten als häufigste Todesursache (Phase 1),
2. das Zeitalter der zurückgehenden Infektionskrankheiten (Mitte 19. Jh. bis Mitte 20. Jh.), geprägt durch die Abnahme der Infektionskrankheiten als Todesursache (Phase 2),
3. das Zeitalter der gesellschaftlich verursachten Krankheiten, geprägt durch Herz-Kreislauferkrankungen, Krebs und Unfälle als häufige vorzeitige Todesursachen. (2. Hälfte des 20. Jh.) (Phase 3),
4. das Zeitalter der degenerativen und der altersbedingten Krankheiten, geprägt durch Herzversagen und Demenz als häufigste Todesursachen (ab Ende des 20. Jh.) (Phase 4).

Der demografische Übergang äußert sich hauptsächlich in der Zunahme der mittleren Lebenserwartung der Individuen der betrachteten Bevölkerung und bewirkt eine Veränderung der Altersstruktur dieser Bevölkerung. Der damit einhergehende epidemiologische Übergang ist ein sich selbst verstärkender Prozess, da ebendiese Veränderung der Altersstruktur eine Veränderung der vorkommenden Krankheitsbilder bewirkt.
Diese Veränderungen sind eng mit weiteren Veränderungen in der Gesellschaftsstruktur verbunden. Größere Veränderungen bezüglich der mittleren Lebenserwartung zeichnen sich stets nach tiefgreifenden soziologischen und ökonomischen Veränderungen ab, wie sie beispielsweise nach und während der Industrialisierung, mit dem Beginn der Industriellen Revolution 1785 in England, zu beobachten waren.
Der epidemiologische Übergang ist jedoch kein unumkehrbarer Prozess, der nur von Zuwachs bezüglich der mittleren Lebenserwartung geprägt ist. Exemplarisch für ein Pendant der aktuellen Situation in den modernen Staaten sind die ehemaligen Ostblockstaaten, beispielsweise die Ukraine, in der seit einigen Jahren die Cholera wieder sporadisch auftritt.